# Sea of Tranquility
Sea of Tranquility is een lied geschreven door Woolly Wolstenholme voor het album Gone to earth van Barclay James Harvest (BJH).
Wolstenholme hield met dit nummer over de ruimtewedloop tussen de Verenigde Staten en de Sovjet-Unie vast aan de oude principes van BJH, progressieve rock  en symfonische rock met niet al te veel concessies aan de mainstream popmuziek. Daarin botste hij af en toe met John Lees en Les Holroyd, die in die dagen meer die kant op bewogen (Lees zou daar later van terugkomen). Die ruimtewedloop zou eindigen in een bezoek aan Mare Tranquillitatis op de Maan.
Die verhouding zou na het album XII tot een breuk leiden, Wolstenholme stapte op. Met de kennis van die breuk vonden de Domones hiervoor aanwijzingen in de tekst van Sea of Tranquility ("We sold our souls for senseless gain").
Sea of Tranquility werd in 2009, als BJH geheel uit elkaar is gevallen, de titel voor een verzamelalbum van BJH met hun werk voor Polydor.